# Irereo
Irereo o Iarainnghleo Fáthach (fl. V secolo a.C.), figlio di Meilge Molbthach, fu un leggendario re supremo d'Irlanda del V secolo a.C.
Dopo aver ucciso Aengus Ollamh, regnò per sette o dieci anni fino a quando fu ucciso da Fer Corb.

## Fonti
- Seathrún Céitinn, Foras Feasa ar Éirinn 1.30
- Annali dei Quattro Maestri M4719-4726